# Por favor, déjame odiarte
Por favor, déjame odiarte es una novela de género chick-lit de la autora italiana Anna Premoli, publicada originalmente en enero de 2013 por la editorial Newton Compton y ganadora del Premio Bancarella 2013. Principal de los Libros ha publicado la edición en castellano. 

## Trayectoria editorial
Por favor, déjame odiarte fue autopublicado por el marido de la autora en junio de 2012. En poco tiempo se convirtió en un éxito de ventas gracias al boca oreja, llegando a ser uno de los libros digitales más vendidos de Italia. La editorial italiana Newton Compton adquirió los derechos de la obra y la publicó en su colección "Anagramma".
Con un tiraje inicial muy alto, Por favor déjame odiarte llegó a las librerías italianas en enero de 2013. Pasó varios meses en las listas de más vendidos y ganó el Premio Bancarella 2013. La productora Colorado Films adquirió los derechos para la adaptación cinematográfica.

## Trama
Jennifer y Ian se conocen desde hace siete años y trabajan juntos en el mismo banco de inversiones en Londres. Aparentemente, no tienen nada en común, excepto que ambos se consideran las «ovejas negras» de sus familias: ella proviene de una familia humilde, defensora del medio ambiente, vegetariana, que odia a los ricos y comparte piso con sus mejores amigas, Vera y Laura; él, en cambio, viene de una familia aristocrática, es muy atractivo y tiene una legión de admiradoras. 
Solo hay un modo para describir lo que sienten el uno por el otro: se odian. Se detestan y desde que se pelearon y Jennifer le rompió la nariz a Ian, trabajan en equipos separados. Pero un día, uno de los clientes más importantes del banco exige que ellos dos, los mejores empleados, administren sus fondos. Pese a sus reticencias, lo intentan. 
En su primera cena de trabajo, los paparazzi fotografían a la pareja al salir de un restaurante y publican la imagen en la prensa. Ian es nieto de un conocido duque inglés y, un día, heredará su título y su fortuna. Además, es un soltero muy atractivo que sale cada noche con una modelo distinta y que aparece a menudo en la prensa del corazón. 
Cuando Jennifer ve las fotografías se enfada muchísimo. No quiere que nadie piense que saldría con un chico tan engreído y no quiere tener nada que ver con las revistas de cotilleos. Ian está acostumbrado y no le da ninguna importancia, pero le hace una propuesta a Jennifer: quiere que se haga pasar por su novia para alejar a las chicas que quieren salir con él y, a cambio, le dará carta blanca en la gestión de los fondos de su cliente. Después de pensarlo, Jennifer acepta.
A partir de este momento, Ian y Jennifer pasarán cada vez más tiempo juntos y la joven conocerá a la familia de Ian y, por supuesto, al temido duque de Revington, su abuelo. Poco a poco, Jennifer entenderá por qué él nunca ha tenido pareja formal y conocerá al verdadero Ian.
Y como las relaciones siempre son más complejas que una mera actuación, los dos jóvenes sienten una inevitable atracción y deben enfrentarse a unos sentimientos inesperados, al miedo por la diferencia de clase social y a la hostilidad de sus familias.

## Personajes
Jennifer Percy: abogada especializada en fiscalidad,es una mujer de 33 años orgullosa, inteligente, obstinada, testaruda, competitiva e irónica, consciente de sus virtudes y sus defectos. Después de que su tercera relación seria fracase, se propone encontrar a un hombre adecuado para ella. 
Ian Saint John: conde de Langley y futuro Duque de Remington, de 31 años, es un economista genial y brillante, arrogante e increíblemente atractivo, pero muy engreído. No obstante, también es un chico sensible y, cuando llega el momento, tiene menos dificultades que Jenny para admitir lo que siente por ella. 
Lord Charles Beverly: hijo de un marqués, temido hombre de aspecto pomposo y apariencia amenazadora, se considera superior por haber nacido en una familia aristócrata y porque es rico. Es el cliente que solicita el asesoramiento conjunto de Jenny e Ian y que trata de que el futuro duque se convierta en pretendiente de su hija Elizabeth.
Vera y Laura: la primera trabaja en una biblioteca, la segunda está en un permanente tira y afloja con su novio David. Son las amigas y compañeras de piso de Jenny, que tratan de hacerle entender sus sentimientos y enfrentarse a ellos.
Duque de Revington: es el abuelo de Ian, un nobile que ostenta su poder y su riqueza. Desea que su nieto siga los pasos de la familia y que viva en un piso de su propiedad. Se pone muy nervioso al conocer la “relación” entre los dos protagonistas y trata por todos los medios de obstaculizarla. 
Familia Percy: es una familia inglesa de commoners antimonárquicos, activistas sociales, veganos, defensores de los derechos de los animales, antirreligiosos y que apoyan a todas las ONG posibles. El matrimonio Percy tiene, además de Jennifer, a otros dos hijos: Michael, médico que trabaja para Amnistía Internacional y otras entidades que ayudan a los refugiados de todo el mundo, y Stacey, que es abogada y ofrece sus servicios gratuitamente a los que no pueden permitirse pagar a un abogado. 
Eliott Paulson: amigo de Stacey y de su marido Tom, es un psicólogo infantil de sonrisa cordial, vegano, que en su primera cita con Jenny sufre la interrupción de Ian.